# Хан Дакјунг
Хан Дакјунг (кореј. 한다 경, романизовано Han Da-kyung; 31. јануар 2000) јужнокорејска је пливачица чија ужа специјалност су дугопругашке трке слободним стилом. Национална је рекордерка у тркама на 800 и 1500 метара слободним стилом. 

## Спортска каријера
Хан је међународну пливачку каријеру започела 2018. учешћем на Азијским играма чији домаћин је био град Џакарта. На том такмичењу оствариле је пласмане на два шеста метра у тркама на 800 и 1500 метара слободним стилом, односно пласман на 4. место у штафети 4×200 слободно.
На светским првенствима у великим базенима је дебитовала у корејском Квангџуу 2019. где је заузела 26, односно 22. место у квалификационим тркама на 800 слободно и 1.500 слободно. У трци на 1.500 метара слободним стилом испливала је време од 16:32,04 и тако се директно квалификовала за наступ на Летњим олимпијским играма у Токију 2021. године. 